# Lepadella quinquecostata
Lepadella quinquecostata är en hjuldjursart som först beskrevs av Lucks 1912.  Lepadella quinquecostata ingår i släktet Lepadella och familjen Lepadellidae.

## Underarter
Arten delas in i följande underarter:
- L. q. nevadensis
- L. q. quinquecostata